# Blå bog
En blå bog er en bog med biografiske oplysninger om kendte personer, en fortegnelse med kortfattede oplysninger om en enkelt persons levnedsløb, eller tilsvarende, ofte humoristiske, beskrivelser om fx en afgangsklasses elever.

## Etymologi
Udtrykket stammer fra 1910, hvor Kraks Blå Bog udkom for første gang. Herefter er det blevet et almindeligt begreb i det danske sprog.
Fra slutningen af 1900-tallet har afgangsklasser fra skoler og gymnasier udfærdiget blå bøger med ofte humoristiske beskrivelser af de enkelte elever.

## Alternative betydninger
- I den britiske regering er en blå bog en mere omfattende version af en hvidbog. Begge udtryk er afledt af farven på dokumentets omslag.[4]
- En blå bog bruges også til at angive tekniske specifikationer for en teknologi eller udstyr.[5][behøver bedre kilde]